# Haemagogus capricornii
Haemagogus capricornii är en tvåvingeart som beskrevs av Lutz 1904. Haemagogus capricornii ingår i släktet Haemagogus och familjen stickmyggor. Inga underarter finns listade i Catalogue of Life.